# 전투경찰순경

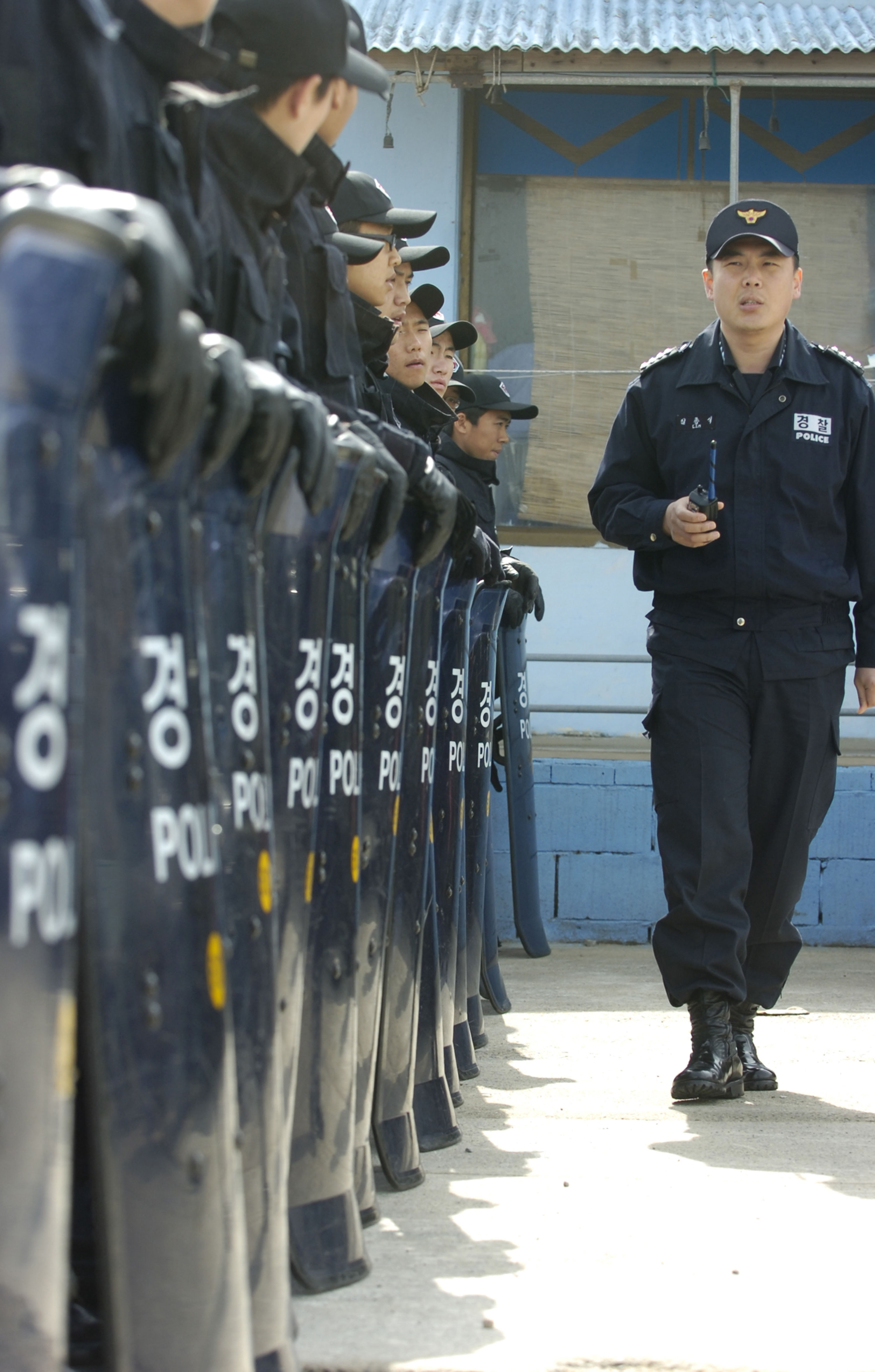
2007년 3월 한미합동군사훈련 항의 시위를 대비하여 작전중인 전투경찰순경

전투경찰순경(戰鬪警察巡警)은 작전전투경찰순경(작전전경. 약칭 전경)과 의무전투경찰순경(의무경찰. 약칭 의경)을 통칭하는 용어이다.
작전전경은 대간첩작전 수행을 위해 현역 육군 소속 훈련병 중 육군훈련소에서 차출하여 임용하였으며, 2011년 12월 26일에 마지막으로 전경 3211기를 차출하여 2013년 9월 25일에 폐지되었다. 
한편 의무경찰은 치안업무 보조를 위해 본인 지원에 의해 병역 미필 민간인 중 현역 판정자에 한해 선발하여 임용한다. 기존에 있던 전투경찰대 설치법은 2016년 1월 25일에 일부 개정으로 명칭이 의무경찰대 설치 및 운영에 관한 법률로 개정되었다. 의경은 2023년 5월 17일 1142기 전역을 끝으로 폐지되었다.

## 개요
정식명칭은 '순경'으로 끝나나, '순경'의 아래에 있다. 전경의 경우 계급은 현역병을 따라 각각 '이경', '일경', '상경', '수경'이며, 의경의 경우  행정 직급상으로 전경과 동일하다.

## 모태

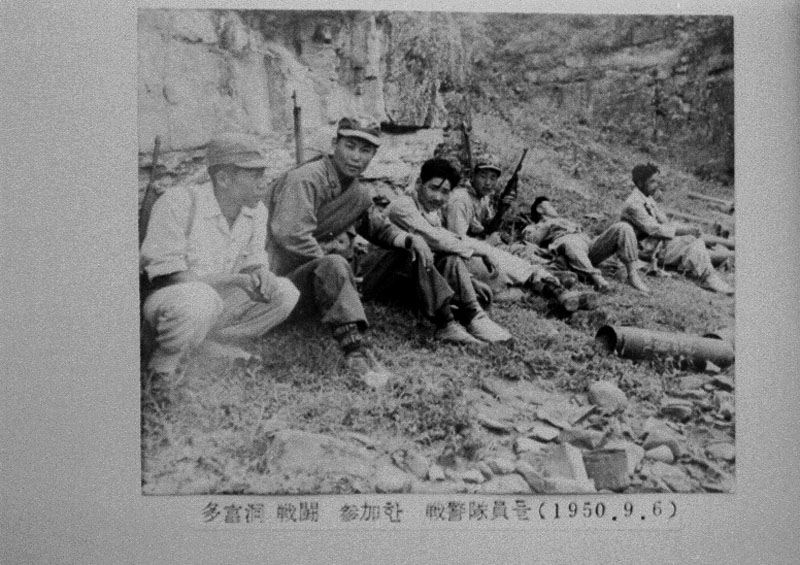
다부동 전투에 참가한 전경대원들

1950년 한국전쟁 중 조선인민유격대와의 교전을 주요 임무로 하는 지리산 전투경찰대 및 태백산 전투경찰대가 창설되어 운영되었으나 1952년 해산하였고, 1953년 서남지구 전투경찰대가 같은 임무로 창설되었고 1955년 공비토벌이 완료된 후 7월 1일 해산하였다. 이들은 현재의 전투경찰의 시초라 할 수 있다.

## 계급
전투경찰순경의 계급은 수경·상경·일경·이경이 있고, 진급은 진급 최저 복무기간이 경과한 자 중에서 이경부터 1계급씩 진급하게 된다. 육군의 일반하사에 해당하는 특경 계급을 두어 해안초소 등의 분대장 요원으로 활용할 수 있도록 되어 있으나, 육군 일반하사제도의 폐지와 1994년 해안경계임무의 군 이관에 따라 현재는 법률상으로만 존재하는 계급이다.

## 신분
전투경찰순경의 신분은 기초군사훈련을 이수한 후 군인으로서의 신분을 다른 신분으로 전환하는 제도이다.  복무기간 동안 경찰관이며 군인이 아니다. 또한 국가배상법 제2조 제1항 단서 소정의 "경찰공무원"에 해당한다.
그러나 전역시에는 육군참모총장 명의의 전역증이 발행되었다.

## 작전전투경찰순경 (전경)

### 역사
'작전전투경찰'은 1967년 9월 1일에 대간첩작전 수행 임무를 목적으로 창설되었고 현행 전투경찰은 1970년 12월 31일 공표, 시행된 전투경찰대설치법에 의해 운영되었다. 전투경찰대설치법에 따른 전투경찰대의 설치 목적은 "간첩 및 무장공비의 침투 저지 및 포착, 섬멸 등 대간첩작전과 기타 치안보조"로 되어있다.

### 충원과 배치
'작전전투경찰순경'은 창설시부터 2011년 12월 26일에 입대한 자원까지 병역법 제24조에 따라 육군훈련소로 입영하는 현역병 중에서 차출하는 방식으로 경력을 충원하였다.

## 의무전투경찰순경 (의경)

### 역사
'의무전투경찰'은 1982년 12월 31일에 치안업무의 보조 임무를 목적으로  창설되었으며, 1983년부터 운영되었다.

### 충원과 배치
의무전투경찰순경(의경)은 지방경찰청 소속 경찰서 경비과에 응시원서와 소정의 구비서류를 제출한 지원자들 중에서 선발을 통해 경력을 충원하였다.
보충역과 비슷한 육군훈련소에서 3주 간의 기초군사교육을 받고, 희망지와 연고지를 고려한 육군훈련소 성적에 따라 지방경찰청에 배치된다. 이어서 자대배치 기준은 연고지를 고려한 육군훈련소와 지방청에서의 교육 성적이다.

## 지휘관
기준 경찰대학 졸업생 중 병역 미필자는 전원 의경부대의 소대장으로 임용되며 1년 6개월간 의무적으로 상설 중대 및 타격대 등의 의경부대 소대장으로 근무하였다.

## 평시 및 전시운용과 훈련

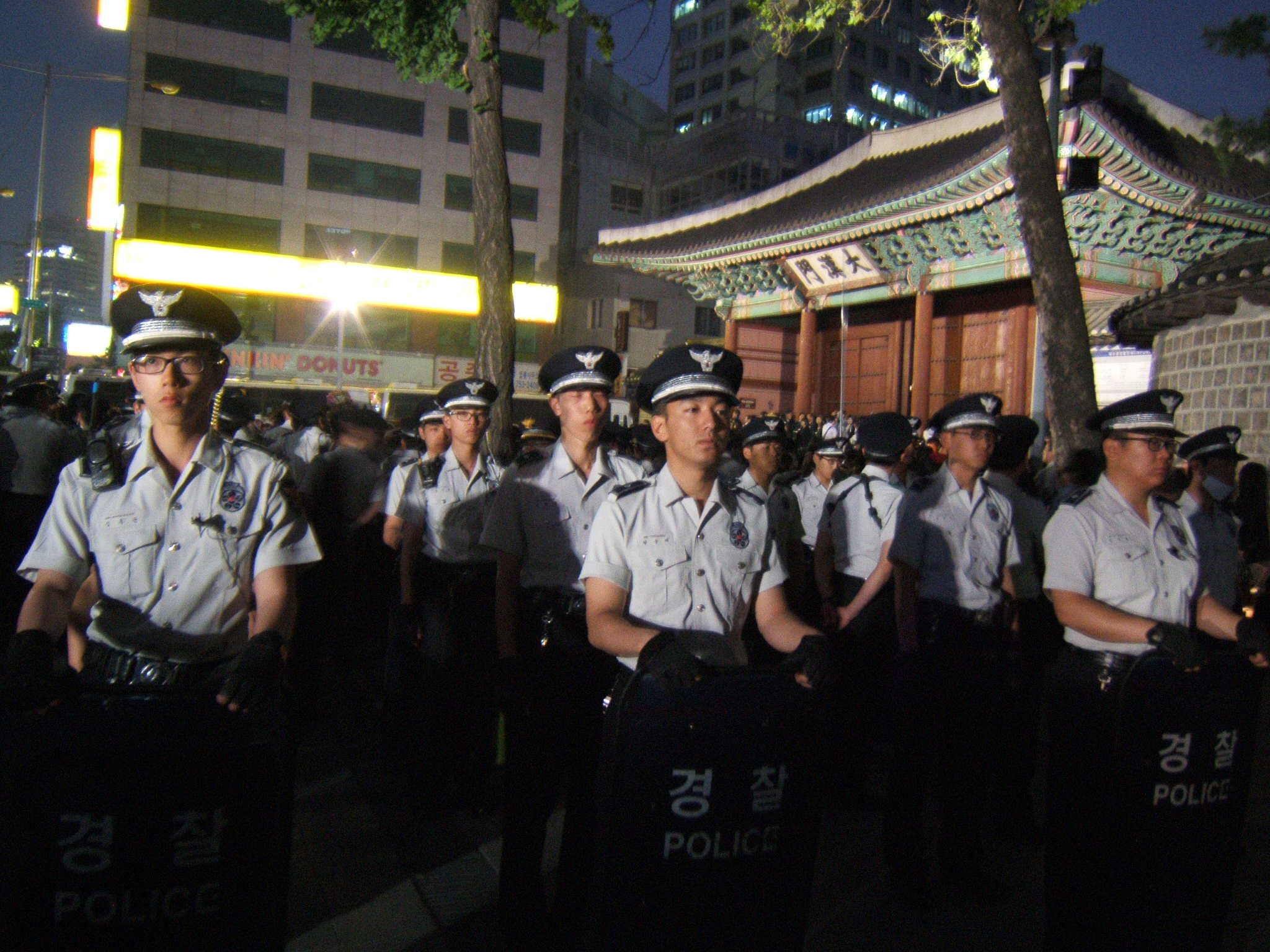
대한문 앞에서 경계근무 중인 의경 중대

전투경찰은 상설중대를 기준으로 평시에는 각 지방경찰청 경비과에서 내려주는 경력운용지시에 의해 움직인다. 경력운용은 상황대비, 혼잡경비, 시설경비, 방범순찰, 교통지원 등으로 나뉜다.
혼잡경비는 각종 행사현장에서 질서유지와 주요 인사 보호 등의 역할을 하며 시설경비는 중요시설을 경비하는 것을 말한다.
방범순찰은 일반적으로 방범순찰대가 부대가 소속된 경찰서의 관할지역을 순찰하는 것을 말한다.
전투경찰도 유사시 국군 예비역과 함께 전투를 벌인다. 개인화기인 K2 소총을 보유하고 있으며 탄창과 헬멧 등 기본개인장구도 보유한다. 그러나 국군과는 달리 평시에 소총을 사격하는 일이 없으며 단 1년에 1~2차례 인근 육군부대 사격장에서 정기 사격훈련을 실시한다.

## 문화 속의 전투경찰
드라마나 영화 등에서 시위 장면을 연출할 때 등장하기도 한다.
만화에는 네이버 웹툰에서 작가 조석(JS)이 〈마음의 소리〉라는 만화를 연재하며 작전전경(전투경찰) 복무경험을 자주 그리고 있다. 이것은 2007년 6월에 책으로 출간되었다.
야후 웹툰 노병가에서는 기안84가 과거 전의경의 내무 문화를 사실적으로 묘사하고 있으나, 2014년 현재 사실상 모두 근절되었다고 볼 수 있다.
네이버 웹툰에서 설이 작가와 윤성원 작가가 매주 월요일에 '뷰티풀 군바리'라는 제목의 만화를 연재 중이다. 2006년 인천광역시의 중기구라는 가상의 지역 경찰서에서의 의경들의 생활을 그리고 있다. 작가가 군복무 하던 2000년대 중반 당시의 상황을 상당히 사실적으로 묘사하고 있다. 한편 기존 만화들과의 차이는 '여성들도 입대하는 시대가 도래'해 주인공과 부대 선후임이 모두 여성이라는 점이다.

## 조직체계와 규모[10]
서울지방경찰청
- 기동본부[12]
  - 1 기동단[13]
    - 11 중대
    - 12 중대
    - 13 중대
    - 14 중대
    - 15 중대
    - 16 중대
    - 17 중대
    - 18 중대
    - 19 중대

  - 2 기동단[14]
    - 21 중대[15]
    - 22 중대[16]
    - 23 중대[17]
    - 24 중대[18]
    - 25 중대[19]

  - 3 기동단[20]
    - 31 중대[21]
    - 32 중대[22]
    - 33 중대
    - 34 중대
    - 35 중대
    - 36 중대[23]
    - 37 중대[24]
    - 38 중대[25]

  - 4 기동단[26]
    - 41 중대
    - 42 중대
    - 43 중대
    - 45 중대
    - 46 중대
    - 47 중대

  - 5 기동단[27]
    - 51 중대
    - 52 중대
    - 53 중대
    - 55 중대
    - 56 중대
    - 57 중대
    - 59 중대
- 의경대
  - 105 의경대[28]
  - 603 의경대[29]
  - 606 의경대
  - 607 의경대
  - 713 의경대[30]
  - 715 의경대[31]
  - 718 의경대
  - 802 의경대[32]
  - 806 의경대
  - 809 의경대
- 경찰서
  - 강남방범순찰대[33]
  - 강동방범순찰대[34]
  - 강북방범순찰대[35]
  - 강서방범순찰대 309[36]
  - 관악방범순찰대[37]
  - 광진방범순찰대[38]
  - 구로방범순찰대 339[39]
  - 금천방범순찰대[40]
  - 남대문방범순찰대[41]
  - 노원방범순찰대[42]
  - 도봉방범순찰대[43]
  - 동대문방범순찰대[44]
  - 동작방범순찰대 229[45]
  - 마포방범순찰대[46]
  - 방배방범순찰대[47]
  - 서대문방범순찰대 149[48]
  - 서부방범순찰대[49]
  - 서초방범순찰대[50]
  - 성동방범순찰대[51]
  - 성북방범순찰대[52]
  - 송파방범순찰대 369[53]
  - 수서방범순찰대[54]
  - 양천방범순찰대 359[55]
  - 영등포방범순찰대 179[56]
  - 용산방범순찰대 169[57]
  - 은평방범순찰대 Security Patrol[58]
  - 종로방범순찰대 129[59]
  - 종암방범순찰대[60]
  - 중랑방범순찰대 279[61]
  - 중부방범순찰대 119[62]
  - 혜화방범순찰대 159[63]

부산지방경찰청
- 기동대
  - 기동본대
  - 1 중대
  - 2 중대
- 경찰서
  - 북부방범순찰대[65]
  - 동래방범순찰대[66]
  - 사하방범순찰대[67]
  - 동부방범순찰대[68]
  - 부산진방범순찰대[69]
  - 금정방범순찰대[70]
  - 남부방범순찰대[71]
  - 해운대방범순찰대[72]
  - 사상방범순찰대[73]

대구지방경찰청
- 기동대
  - 1 중대
- 경찰서
  - 중부방범순찰대
  - 달서방범순찰대[75]
  - 서부방범순찰대[76]
  - 남부방범순찰대[77]
  - 북부방범순찰대[78]
  - 수성방범순찰대[79]

인천지방경찰청
- 기동대
  - 3 중대
  - 6 중대
  - 공항기동대
- 경찰서
  - 중부방범순찰대[81]
  - 남부방범순찰대[82]
  - 남동방범순찰대[83]
  - 계양방범순찰대[84]
  - 서부방범순찰대[85]

광주지방경찰청
- 기동대
  - 8 중대
- 경찰서
  - 동부방범순찰대[87]
  - 서부방범순찰대[88]
  - 남부방범순찰대[89]
  - 북부방범순찰대[90]

대전지방경찰청
- 기동대
  - 정부대전청사경비대
- 경찰서
  - 서부방범순찰대[92]
  - 대덕방범순찰대[93]
  - 둔산방범순찰대[94]

울산지방경찰청
- 기동대
  - 1 중대
  - 2 중대
  - 3 중대[96]

경기남부지방경찰청
- 기동대
  - 1 중대[98]
  - 2 중대[99]
  - 3 중대
  - 4 중대
  - 5 중대[100]
- 의경대
  - 120 의경대[101]
  - 126 의경대
  - 705 의경대[102]
  - 807 의경대
- 경찰서
  - 수원중부방범순찰대[103]
  - 용인동부방범순찰대[104]
  - 안양동안방범순찰대[105]
  - 과천방범순찰대[106]
  - 성남수정방범순찰대[107]
  - 화성동부방범순찰대[108]
  - 평택방범순찰대[109]
  - 광명방범순찰대[110]

경기북부지방경찰청
- 기동대
  - 1 중대
  - 2 중대
  - 3 중대
  - 5 중대
- 경찰서
  - 의정부방범순찰대
  - 일산동부방범순찰대

강원지방경찰청
- 기동대
  - 1 중대
  - 2 중대
- 경찰서
  - 강릉방범순찰대[111]

충북지방경찰청
- 기동대
  - 1 중대
- 의경대
- 경찰서
  - 청주상당방범순찰대
  - 청주흥덕방범순찰대

충남지방경찰청
- 기동대
  - 1 중대
  - 2 중대
- 의경대
  - 505 의경대
  - 708 의경대
- 경찰서

전북지방경찰청
- 기동대
  - 1 중대
  - 2 중대
- 의경대
  - 308 의경대[116]
- 경찰서
  - 전주완산방범순찰대[117]
  - 전주덕진방범순찰대[118]

전남지방경찰청
- 기동대
  - 11 중대
- 의경대[120]
  - 501 의경대
  - 507 의경대
  - 716 의경대
- 경찰서
  - 목포방범순찰대

경북지방경찰청
- 기동대
  - 1 중대
  - 2 중대
- 의경대
  - 315 의경대
  - 독도경비대[122]
- 경찰서
  - 경주방범순찰대[123]
  - 포남방범순찰대
  - 구미방범순찰대[124]

경남지방경찰청
- 기동대
  - 1 중대[126]
  - 2 중대[127]
  - 3 중대
  - 5 중대[128]
  - 6 중대[129]
- 의경대
  - 502 의경대
  - 509 의경대
- 경찰서
  - 창원중부방범순찰대[130]
  - 마산중부방범순찰대[131]

제주지방경찰청
- 경비단
  - 해안경비단본부[132]
  - 901 의경대대
  - 902 의경대대
  - 121 의경대
  - 123 의경대
  - 127 의경대
  - 128 의경대
  - 공항기동대
- 경찰서
  - 제주동부방범순찰대[133]

전투경찰의 조직체계는 전경과 의경을 통틀어 경찰기관 직속인 경우와 기동부대 소속인 경우로 나눌 수 있다.
기동부대 소속인 경우는 지방경찰청 소속과 경찰서 소속으로 나뉜다. 기동부대의 내부조직은 본부소대, 1소대, 2소대, 3소대로 구성된다.
기동본부장은 경무관, 기동단장은 총경, 기동대장은 경정, 중대장은 경감, 소대장은 경위 또는 경사, 부소대장(부관)은 경사 또는 경장이 맡는다.
원래 지방경찰청 소속 기동대나 방범순찰대의 지휘관은 경위가 소대장을 맡는다. 그러나 일부는 경사급이 녹색견장을 차고 소대장을 역임하고  있다.

## 관련 법규
- 경찰법
- 경찰관직무집행법
- 의무경찰대 설치 및 운영에 관한 법률
- 의무경찰대 설치 및 운영에 관한 법률 시행령
  - 2016.1.25일 부로 법률 개정되어 전투경찰대 설치법에서 의무경찰대 설치법으로 명칭이 변경되었다.
- 병역법

## 같이 보기
- 경찰관 계급
- 경찰관, 경찰기동대
- 공공부대
- 대한민국 경찰청
- 행정안전부
- 동의대 사건
- 대한민국의 병역 제도
- 대한민국 국군
- 전환복무